# Кванг Бињ
Кванг Бињ (виј. Quảng Bình) је једна од 58 покрајина Вијетнама. Налази се у региону Северна Централна Обала. Заузима површину од 8.065,3 km². Према попису становништва из 2009. у покрајини је живело 844.893 становника. Главни град је Донг Хој.